# Vladímir Hirsch
Vladimír Hirsch (Benešov, Chéquia, 3 de julho de 1954) é um compositor e instrumentista checo (instrumentos de teclado). Autor do conceito da chamada forma musical "integrada", ele combina música contemporânea e clássica com ambiente sombrio e música industrial. Seu estilo composicional é caracterizado pela arquitetura polimodal e pela alquimia de sons e ele utiliza principalmente técnicas digitais para expandir o potencial de ação dos sons como meio de expressão. Vladimír Hirsch é ou foi o líder dos projetos avant-garde Aghiatrias, Skrol, Zygote, Subpop Squeeze e mais. De 1986 a 1996, ele foi membro da banda experimental pós-punk Der Marabu.  Vladimír Hirsch se formou como médico na Faculdade de Medicina da Universidade Carolina de Praga (em tcheco: Univerzita Karlova v Praze; em inglês: Charles University) e pratica medicina com intervalos. 

## Biografia e estilo
Vladimír Hirsch nasceu em Benešov, viveu em Ledeč nad Sázavou até os 18 anos e depois se mudou para Praga, onde agora vive e trabalha. Compositor desde 1973, ele começou com pequenas composições românticas e clássicas para piano e órgão, mas logo abandonou os experimentos e se dedicou apenas ao rock e jazz. Um membro de longa data do grupo Der Marabu, sediado em Praga, depois de sua desintegração, fundou o conjunto Skrol (1995) e vários outros projetos paralelos, como Aghiatrias, Zygote, Subpop Squeeze, Luminar Ax, etc. 
Sem nunca abandonar seus projetos e conjuntos, em 1987 o compositor começou a trabalhar em paralelo na produção solo e, por volta do ano 2002, projetos solo se tornaram seu principal programa. Enfatizando o uso de meios modernos de expressão e a busca por técnicas composicionais específicas, reúne música serial, atonal, microtonal, polimodal e espectral. Em parte inspirado pelas tradições da música clássica eslava do século XX, Vladimír Hirsch continua a construir modelos de trabalho híbridos em princípios, composição e instrumentação tonais. Usando técnicas digitais para orquestras clássicas, juntamente com uma grande variedade de fontes sonoras, ele busca alcançar a transformação alquímica dos sons em uma substância homogênea e indivisível. Esse princípio, chamado "música integrada"   em si, também representa a ideia metafísica do conceito criativo, que consiste na colisão e reconciliação de dois mundos espirituais aparentemente opostos dentro de um indivíduo.
Vladimír Hirsch realiza regularmente shows em na Chéquia e no exterior, incluindo turnês nos EUA, Alemanha, Grã-Bretanha e Itália. Em 2010, a editora italiana Ars Benevola Mater lançou um conjunto de oito discos, gravado com o título "The Assent to Paradoxon" (O consentimento para Paradoxon). Ele também colaborou com artistas estrangeiros em diferentes projetos como Dawn Carlyle, também conhecido como Dove Hermosa, Nadya Feir, Cecilia Bjärgö, Igor Vaganov, Alessandro Aru e Kenji Siratori.

## Criações
A música de Vladimír Hirsch permanece entre projetos experimentais e composições de ordem composicional muito estrita, mas é quase sempre de natureza conceitual: 
 "É o trabalho de um individualista não-conformista, forjando uma forma estética completamente original, onde a unificação do elemento é uma atmosfera de composições bastante sombria, emocionalmente tensa e muitas vezes apocalíptica, caracterizada por sua metafísica, ansiedade existencial e espiritualidade ". (Stephen Ellis)  
 Suas obras mais notáveis incluem "Symphony No. 4" com o subtítulo "Snímání z kříže" (em inglês: "Shooting from the Cross")  e sua versão revisada ao vivo "Graue Passion" (Šedé pašije) ; a extensa composição ingressivo "Contemplatio per nexus"; a  pós-industrial massa "Missa Armata"; a composição para piano, percussão e técnicas eletroacústicas combinadas "Endoanathymia"; a sinfonia digital "Trânsito Axonal"; o álbum microtonal dark ambient "Epidemic Mind"; a seleção de composições para órgão e piano "Órgãos selecionados e obras de piano" e Concerto para o órgão nº 2 "Horae".
Enquanto o trabalho do compositor parece permeado por uma expressão muito elaborada e autêntica do conflito interno de valores no indivíduo e pelo confronto com o modelo antropocêntrico da sociedade contemporânea, o compositor discorda de que foi a ideia inicial em todas as composições. Para os insiders da cena industrial e pós-industrial, Vladimír Hirsch produz música muito intensa, cheia de atmosfera sugestiva e tempestuosa. 
Vladimír Hirsch foi incluído na "Anthology of Ambient Music" de Olivier Bernard , "Guia Completo de Música Ambiente"  e na publicação enciclopédica de compositores da música contemporânea do mundo. 

## Composições selecionadas
O trabalho de Hirsch é representado pelas atividades de seus conjuntos e também por uma extensa coleção de trabalhos a solo. Ele é o compositor de vários álbuns conceituais, sinfonias, suítes, composições experimentais e de concertos, música de palco e muitas composições mais curtas.

##### Composições selecionadas
- Synthetics - Themes, op. 17, álbum de composições experimentais de música eletrônica, 1987
- Symphony no. 1 em E, op. 20; sinfonia para dois sintetizadores, 1988–9
- The Ambits Of Material World (Os Âmbitos do Mundo Material); ciclo de composições de órgãos, 1990
- 7 Parts Of Desolation, op. 29; ciclo temático do piano, 1986-1991
- Aion, op. 33; composição para órgão, harpa e gravações sonoras de campo, 1992
- Simplicity Of Heresy (Simplicidade de heresia), op. 37; suite para conjunto musical integrado, 1996
- Nenia, op. 40; composição experimental de órgãos, 1996
- Musik für die Metamorphose (Música para o Metamorphose), op. 45; música de palco para a transcrição teatral de um conto  Franze Kafky  "Proměna" , 1997
- Symphony no. 2 "Defensa", op. 47; sinfonia para sintetizadores e tecnologia digital, 1997
- Concert industriel pour orgue, op. 49; concerto para órgão, percussão e conjunto integrado, 1997–8, existente em três versões (49a, b, c)
- Crime Casual, op. 51; composições recém-arranjadas para o quarteto de jazz, 1977–1998
- Symphony no. 3 "Brands Of Tyranny", op. 52; sinfonia para orquestra integrada, órgão, percussão e vocais femininos, 1998-9
- Sense Geometry, op. 54; composição eletrônico-industrial experimental, 1998
- Danças e marchas, op. 57; suíte para órgão, piano e conjunto integrado, 1998
- Exorcismos, op. 61; suite para arquivo integrado, 2000, revisado em 2006
- Sonata Trigonal, op. 62; sonata para dois pianos e técnica digital, 2000
- Missa armata, op. 64; massa industrial para o conjunto integrado, 1999-2004, posteriormente reformulada e renomeada "Cryptosynaxis"
- Elegia, op. 65; composição experimental para piano e "órgão de gás" (órgão de gás), 2000
- Symphony no. 4, “Descida da cruz” (Snímání z kříže), op. 67; sinfonia para orquestra integrada, solos e coro sobre o tema da interpretação de Dostoiévski da pintura de mesmo nome de Hans Holbein Jr. do ciclo do altar "Graue Passion" ("Šedé pašije"), 2001
- De regionibus liminis, op. 68; álbum eletrônico ambiental-industrial, posteriormente reformulado e renomeado Underlying Scapes, 2003
- Ciclo hermenêutico, op. 70, ciclo de composições para piano, percussão, conjunto integrado e tecnologia digital, 2004; retrabalhado como o álbum conceitual' 'Endoanathymia' , 2009–2010
- Les scènes ardentes, op. 72; álbum conceitual, álbum de composições para tecnologia eletroacústica integrada, 2004
- Nonterra, op. 73; álbum conceitual, suíte para tecnologia integrada, 2005
- Torment of Naissance, op. 79, composição para tecnologia integrada, album conceitual, 2007
- Contemplatio per nexus, op. 77; composição de dois movimentos para um conjunto musical integrado e canto solo sobre um tema, inspirado na obra "Teologia spiritualis mystica", que trata do processo de transformação da consciência humana durante a contemplação mística, 2008
- Tobruk, op. 82, originalmente uma trilha sonora, mais tarde um álbum temático, 2008
- Epidemic Mind, op. 81, álbum eletrônico experimental (eletroacústico), 2008
- Graue Passion, op. 67b, versão completamente revisada da 4ª sinfonia, 2009
- Markéta, filha de Lazar, op. 85, música de palco para uma peça teatral baseada no conto de Vladislav Vančura "Markéta Lazarová", 2009–2010
- Lamiadae: Variações Simétricas, op. 88, composições para 2 pianos e técnica integrada 2011
- Horae, op.90, composição para dois órgãos, conjunto integrado, máquinas de relógio, registros de campo e tecnologia digital, 2012
- Craving Urania, op. 95, composição para técnicas integradas, 2014
- Não nos deixe perecer (São Venceslau), op. 96, composição para técnicas integradas (variações sobre o tema do St. Wenceslas Chorale, 2015
- Scripta Soli, op. 91, álbum conceitual de ambiente sombrio, no espírito da chamada "música concreta integrada", 2017

## Discografia
- Sintéticos - Temas , MC, D.M.R. 1987, (reedição CDr, CatchArrow Recordings 1999)
- Peças de órgãos, MC, D.M.R. 1991, (reedição CDr, CatchArrow Recordings 2001)
- Cruci-Fiction (Der Marabu), MC, D, M, R, 1994, (reedição CDr, CatchArrow Recordings 2000)
- Não há triunfo humano, CDr, CatchArrow Recordings, 1996
- Todos nós cairemos fora (Der Marabu), CDr, gravações CatchArrow, 1996
- Crime Casual, CDr, CatchArrow Recordings, 1998
- Martyria (Skrol), 10, Fundação Loki (Power & Steel), 1999
- Antifonia herética (Skrol), CD, M.D. Propaganda, 1999
- Dreams Of Awakening, CD, CatchArrow Recordings, 1999
- Geometrie nevědomí (Zigoto), CDr, CatchArrow Recordings, 2000
- Insomnia Dei (Skrol), CD, RRRecords, 2001
- Epidaemia Vanitatis (Aghiatrias), CD, Integrated Music Records, 2002
- Symphony no.2 & 3, CDr, CatchArrow Recordings, 2003
- Regiões de Limen (Aghiatrias), Epidemie Records, 2004
- Fragments, thèmes et images scéniques, CDr, CatchArrow Recordings, 2005
- Danças e marchas para a era dos órfãos (Skrol), CD, Dagaz Music, 2005
- Sense Geometry, CD, Ars Benevola Mater, 2006
- Ethos  (Aghiatrias), Epidemie Records, 2006
- Torment Of Naissance, CDr, Integrated Music Records, 2007
- Concert industriel pour orgue, CD, Ars Benevola Mater, 2007
- Epidemic Mind, CDr, Integrated Music Records, 2008
- Symphony No.4 Descida da Cruz, CD, Ars Benevola Mater, 2008
- Tobruk, CDr, Gravações CatchArrow, 2008
- Exorcismos, CD, Ars Benevola Mater, 2008
- Nonterra, CD, Ars Benevola Mater, 2008
- Les scènes ardentes, CD, Ars Benevola Mater, 2009
- Contemplatio per nexus, CD, Ars Benevola Mater, 2009
- Novas leis, novas ordens (Skrol), CD, Twilight Records, 2009
- Graue Passion, CD, Ars Benevola Mater, 2009
- Scapes subjacentes, CD, Ars Benevola Mater, 2009
- The Assent to Paradoxon, 8 CD, Ars Benevola Mater, 2010 (coleção)
- Criptosynaxis, DVD, Integrated Music Records, 2010
- Markéta, dcera Lazarova, CDr, Integrated Music Records, 2010
- Endoanathymia, CDr, Integrated Music Records, 2011
- Missa Armata. Invocações, CD, Ars Benevola Mater, 2012
- Epidemic Mind, Surrismo-Fonoética, digital, 2013
- Obras de órgão e piano selecionadas, Integrated Music Records / Surrism-Phonoethics; CDr, digital, 2013
- Trânsito Axonal (Symphony No.5), Integrated Music Records; CD, 2014
- Horae (Concerto de Órgão No.2), Surrismo-Fonoética; digital 2015
- Introscan (Subpop Squeeze), CatchArrow Recordings, digital, 2016
- Anacreontics (Subpop Squeeze), E-Klageto (divisão da PsychKG), CD, 2017
- Scripta Soli, Capitão Velho, CD, 2017
- Ecstatic Arc, live, Integrated Music Records, digital, 2018
- Eschaton (Skrol), antigo capitão, CD, 2019

## Outras atividades
Vladimír Hirsch também lida com computação gráfica: entre outras coisas, ele é o autor do design de todos os seus álbuns solo e da grande maioria dos álbuns de seus projetos. Nesse sentido, ele frequentemente colabora com o fotógrafo de arte tcheco Jan Vávra, um representante do chamado neopictorialismo, cujas obras se tornaram um modelo para o design unificado do conjunto de álbuns de Hirsch "The Assent to Paradoxon". Ele também é o autor de vários artigos e ensaios  não apenas na música  e art.   Há muito tempo que ele está comprometido com o uso dos nomes geográficos Tcheca (Česko).  